# قناة بوتاسيوم مقومة داخليا مقترنة بالبروتين ج
قناة بوتاسيوم مقوِّمة نحو الداخل مقترنة بالبروتين ج واختصارا (غيرك : GIRK) هي عائلة من قنوات البوتاسيوم المقوِّمة داخليا المبوبة بليبيد [الإنجليزية] التي تُنشَّط (تنفتح) بواسطة ليبيد التأشير PIP2 [الإنجليزية] وتعاقبٍ لنقلِ الإشارة يبدأ بمستقبل مقترن بالبروتين ج منشّطٍ بلجين. يحرر المستقبل المقترن بالبروتين ج بدوره الوحدتان الفرعيتان بيتا وغاما [الإنجليزية] (Gβγ) الخاصتان بالبروتين ج الثلاثي المتغاير، ويقوم مثنوي البروتين المكون من هاتين الوحدتين في النهاية بالتآثر مع قنوات غيرك لفتحها لتصبح نفوذة لأيونات البوتاسيوم، وينتج عن ذلك فرط استقطاب لغشاء الخلية. قنوات البوتاسيوم المقوِمة داخليا المقترنة بالبروتين ج هي نوع من قنوات الأيون المبوبة بالبروتين ج [الإنجليزية] بسبب هذا التآثر المباشر للوحدات الفرعية للبروتين ج مع قنوات غيرك. يحدث التنشيط على الأرجح عبر زيادة ألفة القناة لـPIP2. تُنشِّط التراكيز العالية لـPIP2 القناة في غياب البروتين ج، لكن البروتين ج لا ينشط هذه القناة في غياب PIP2.
تنتشر غيرك1 وغيرك2 وغيرك3 بشكل واسع في الجهاز العصبي المركزي وتكون أماكن انتشارها متداخلة. أما غيرك4 فتوجد بشكل رئيسي في القلب.